# Felice Racagni
Felice Teresio Carlo Racagni (Torino, 26 maggio 1839 – Torino, 23 settembre 1919) è stato un militare e politico italiano.